# 776
Cette page concerne l'année 776  du calendrier julien. Pour l'année 776 av. J.-C., voir 776 av. J.-C.
L'année 776 est une année bissextile qui commence un lundi.

## Événements
- Février-mars : 
  - le pape Adrien Ier dénonce une conspiration en Italie fomentée par Arichis de Bénévent, le duc du Frioul, le duc Reginald de Chiusi et Hildebrand de Spolète. Adalgis est attendu avec une flotte grecque qui doit le placer sur le trône lombard[1].
  - Charlemagne passe les Alpes puis défait et tue le Lombard Rotgaud qu'il avait institué duc de Frioul et qui s'était révolté[2].
- 20 février : Charlemagne publie son premier capitulaire italien (notitia italica)[3]. Après la conquête franque, l’Italie lombarde est en proie à la famine. Le pape Adrien Ier dénonce l’intensification du trafic d’esclaves organisé par les marchands grecs qui profitent de la famine. Poussés par la guerre et la faim, de nombreux habitants vendent leur femme, leurs enfants et se sont vendus eux-mêmes comme esclaves ; d’autres ont vendu ou donné leurs propriétés à l’Église, ou vendu leurs terres à bas prix. Dans les régions ou ses armées sont passées, le roi franc annule d’autorité toutes les aliénations lorsqu’il est démontré que le vendeur a agi sous la contrainte de la faim. Un tribunal jugera de l’équité des transactions en évaluant les possessions vendues selon la valeur qu’elles avaient avant la guerre. Toutes les mises en esclavage sont automatiquement annulées. Les donations à l’Église sont suspendues en attendant d’établir les circonstances dans lesquelles elles ont eu lieu.
- 14 avril : 
  - Charlemagne célèbre les fêtes de Pâques à Trévise après avoir pris la ville. Il établit des comtes Francs dans le Frioul[4].
  - Constantin VI est associé à l'empire byzantin par son père Léon IV[5].
- Mai[6] : complot en faveur des demi-frères de Léon : Nicéphore est privé de son titre de césar et les comploteurs exilés à Cherson[7].
- Juillet-août : Charlemagne quitte Worms d'où il mène campagne contre les Saxons jusqu'au sources de la Lippe. Ils se soumettent à nouveau.

- Ibn Rustom est élu imam par l'ensemble des tribus berbères ibadites. La dynastie des Rostémides règne sur le royaume de Tahert au Maghreb jusqu'en 909[8].
- Raids de Léon IV en Syrie du Nord, jusqu'à Samosate. Raid arabe à Ancyre en représailles[7].

- Le moine Beatus de Liébana rédige un Commentaire de l'Apocalypse qui connait une diffusion rapide et durable (fin en 786)[9].
- Pierre de Pise vient enseigner la grammaire latine à Charlemagne[10].
- La bataille d'Otford oppose le roi Offa de Mercie aux habitants du royaume de Kent. Ces derniers semblent en être sortis victorieux et reprennent leur indépendance vis-à-vis de la Mercie[11].

## Naissances en 776
- Al-Jahiz, écrivain noir arabe mutazilite[12].